# Біологія поведінки. Причини доброго і поганого в нас
«Біологія поведінки. Причини доброго і поганого в нас» (англ. Behave: The Biology of Humans at Our Best and Worst) — науково-популярна книга нейроендокринолога і приматолога, професора біології, неврології і нейрохірургії Роберта Моріса Сапольскі, опублікована в 2017 році.
Ця робота описує, як різні біологічні процеси впливають на поведінку людини і виду в проміжках від секунди до тисячоліть.
У книзі автор доступною мовою пояснює роботу різних частин мозку, розмірковуючи про роль гормонів у тілі людини.
У своїй роботі Роберт Сапольскі розповідає, чому будь-які вчинки людини здійснюються під впливом подій, які відбувалися не тільки за хвилину або за годину, але й за десятки років до цих вчинків.

## Відгуки
The Guardian у своїй рецензії на книгу назвав її «чудесним синтезом наукових галузей». На думку редакції, Роберт Сапольскі написав незмінно цікаво книгу, у якій він з азартом розгадує головоломки.
Star Tribune [Архівовано 23 лютого 2021 у Wayback Machine.] назвав цю книгу головною працею життя Сапольскі, назвавши її «приголомшливим досягненням і безцінним доповненням до канону наукової літератури».
Роман Гавриш, власник маркетингової агенції Aimbulance [Архівовано 1 квітня 2022 у Wayback Machine.], викладач Києво-Могилянської бізнес-школи написав такий відгук: «Книга Сапольскі змінила моє уявлення про людину та її поведінку. У дуже легкій як для наукової літератури манері автор викладає біологічні, еволюційні, соціальні, психологічні мотиви нашої з вами поведінки та висуває одну з найбільш цікавих і суперечливих тез нашого часу — відсутність свободи волі.»